# Dave Jamerson
John David Jamerson (ur. 13 sierpnia 1967 w Clarksburg) – amerykański koszykarz, występujący na pozycji rzucającego obrońcy.
21 grudnia 2021 ustanowił rekord NCAA Division I, trafiając podczas meczu z Charleston Golden Eagles, 14 rzutów za 3 punkty. Wynik ten został wyrównany w 1994 (Askia Jones), a następnie poprawiony przez Keitha Veneya w 1996. W tym samym spotkaniu uzyskał też 60 punktów, co okazał się nowym rekordem drużyny Bobcats oraz konferencji Mid-American.

## Osiągnięcia
Na podstawie, o ile nie zaznaczono inaczej.
NCAA
- Koszykarz roku konferencji Mid-American (MAC – 1990)[4]
- Zaliczony do I składu MAC (1990)
- Lider:
  - NCAA w średniej rzutów za 3 punkty (1990 – 4,68)
  - MAC w:
    - średniej punktów (1990 – 31,2)
    - liczbie:
      - punktów (1990 – 874)
      - celnych rzutów:
        - z gry (1990 – 297)
        - za 3 punkty (1990 – 131)

      - oddanych rzutów:
        - z gry (1990 – 647)
        - za 3 punkty (1990 – 303)
- Drużyna Ohio Bobcats zastrzegła należący do niego numer 33

Reprezentacja
- Wicemistrz igrzysk panamerykańskich (1995)[5]